# Lumban Tonga Tonga (Siborong-Borong)
Lumban Tonga Tonga is een bestuurslaag in het regentschap Tapanuli Utara van de provincie Noord-Sumatra, Indonesië. Lumban Tonga Tonga telt 1919 inwoners (volkstelling 2010).